# Sebes-Körös
Die Sebes-Körös (rumänisch Crișul Repede, deutsch Schnelle Kreisch) ist der nördlichste der drei Quellflüsse der Körös (rumänisch Criș, deutsch Kreisch). Sie ist 209 km lang und hat ihren Oberlauf in Siebenbürgen und im rumänischen Kreischgebiet, ihren Unterlauf in Ungarn. 
Sie entspringt im Norden des Apuseni-Gebirges im Kreis Cluj in Rumänien und durchquert den rumänischen Kreis Bihor sowie die Komitate Hajdú-Bihar und Békés in Ungarn.
Der Fluss mündet bei Köröstarcsa in die Körös.
Die folgenden Städte und Gemeinden liegen an der Sebes-Körös (von der Quelle bis zur Mündung): 
- in Rumänien Oradea, Girișu de Criș, Toboliu

- in Ungarn: Körösszegapáti, Körösnagyharsány, Körösszakál, Magyarhomorog, Komádi, Körösújfalu, Újiráz, Vésztő, Szeghalom, Körösladány, Köröstarcsa

## Weblinks

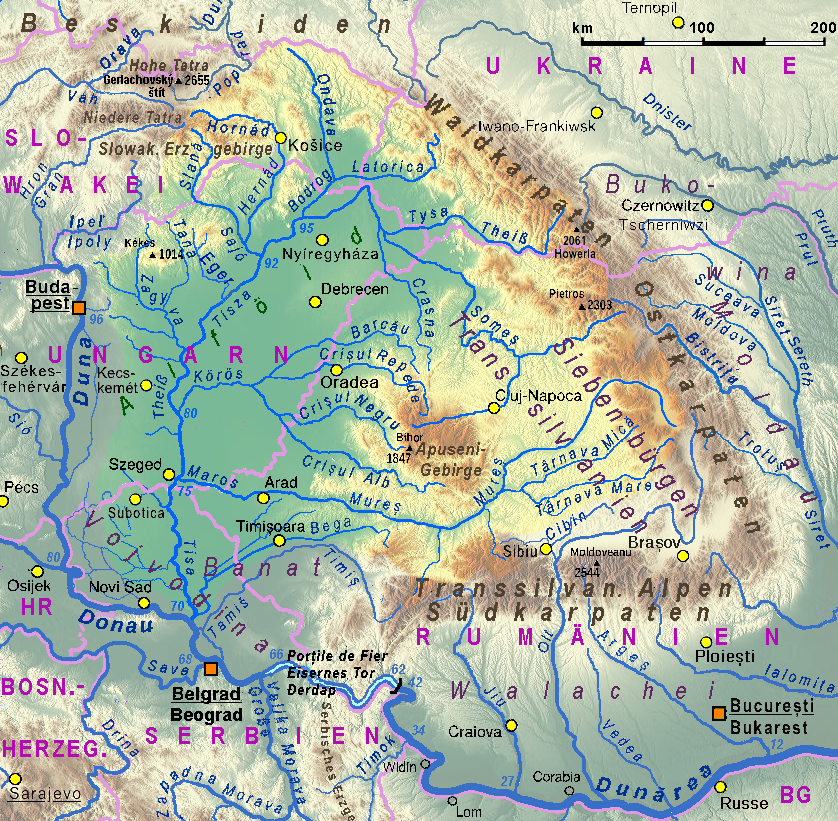
Die Schnelle Kreisch (Crișul Repede) im Einzugsgebiet der Theiß